# Edoardo De Bernardis
Edoardo De Bernardis (Torino, 27 maggio 1978) è un coreografo e allenatore di pattinaggio su ghiaccio italiano.

## Biografia
Allena e lavora con atleti di livello mondiale e olimpionico. È l'allenatore della due volte campionessa Italiana assoluta di pattinaggio artistico Giada Russo e olimpionica a PeyongChang 2018 e 14ª classificata ai Campionati Europei nel 2016. Nel 2018 ha iniziato ad allenare Alessia Tornaghi campionessa Italiana assoluta 2019 e 2020, 8° ai Campionati Europei di Graz nel 2020 e 15° ai Mondiali Junior a Tallin nel 2020 e 6° alle Olimpiadi giovanili di Losanna nel 2020.
Ha allenato nel 2010 a Torino e a Pinerolo Carolina Kostner con la quale è andato a rappresentare l'Italia ai Campionati del Mondo del 2010, il cinque volte campione italiano e olimpionico a Torino 2006 Karel Zelenka, 7° ai Campionati Europei nel 2007, Sara Casella, Marina Piredda e Antonio Panfili e Lucrezia Beccari. Ha coreografato i programmi di gara della campionessa nazionale tedesca e olimpionica Nathalie Weinzierl, Sarah Hecken, Paolo Bacchini, Marika Zanforlin e Federico Degli Esposti, campioni del mondo di pattinaggio artistico su rotelle e di molti atleti della Nazionale italiana, tedesca, slovacca, finlandese e svizzera. De Bernardis è stato allenatore e coreografo della due volte campionessa nazionale finlandese junior (2017, 2018) 
Sofia Sula.
Nel 2017 lui e Giada Russo sono stati premiati dal CONI.
Dal 2017 è il coreografo di Lucrezia Gennaro, campionessa Italiana Junior nel 2015 e 2016, bronzo agli 2017 European Youth Olympic Winter Festival e anche di Marina Piredda argento agli assoluti del 2019. 
De Bernardis è anche l'allenatore di Raffaele Zich Campione Italiano junior Elite della stagione 2020-2021.
Nel 2023 ha iniziato ad allenare Daniel Grassl campione Italiano e medaglia d'argento ai Campionati d'Europa e Tomàs-Llorenç Guarino Sabaté più volte campione nazionale spagnolo.
Vive a Torino dove collabora con l'Ice Club Torino.